# Gisela Brackert

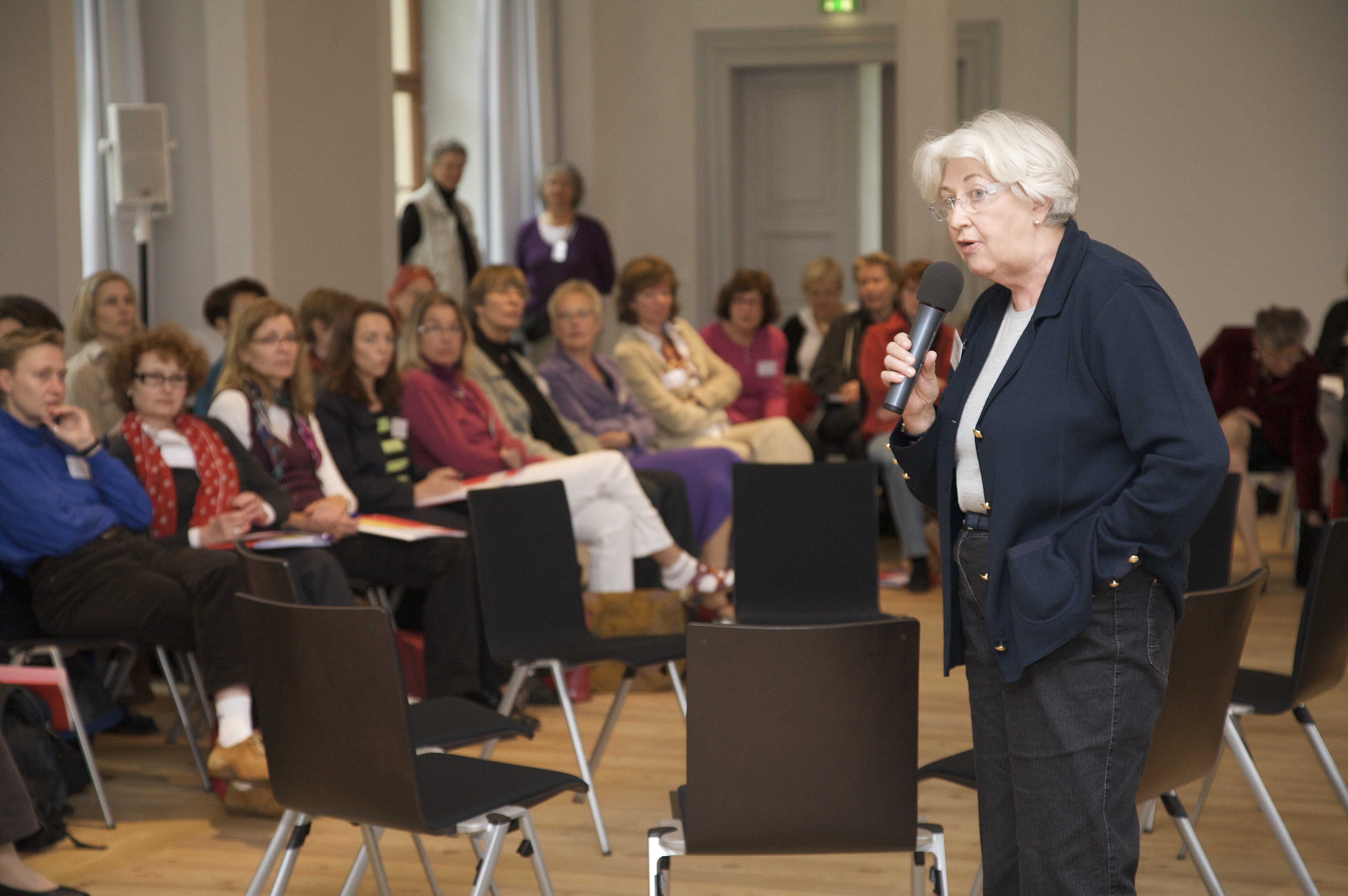
Gisela Brackert (2009)

Gisela Brackert (* 30. März 1937 in Bad Kreuznach) ist eine deutsche Journalistin und Feministin. Gemeinsam mit anderen Journalistinnen aus öffentlich-rechtlichen Medienanstalten initiierte sie 1987 in Frankfurt am Main die Gründung des Journalistinnenbundes. 

## Leben
Gisela Brackert wuchs mit drei Geschwistern auf. Schon früh war ihr klar, dass sie Journalistin werden wollte. Bereits während der Schulzeit hatte sie eine Schülerzeitung gegründet. Nach dem Abitur studierte sie in Berlin und an der Ruprecht-Karls-Universität Heidelberg Germanistik und Kunstgeschichte. Ihr Berufsleben startete sie ab 1967 als freie Journalistin, ihr journalistisches Interesse galt insbesondere den Bereichen Bildende Kunst und Design. Ab 1973 erhielt sie eine Festanstellung beim Rat für Formgebung in Darmstadt. Anschließend war sie beim Gemeinschaftswerk der evangelischen Publizistik in Frankfurt tätig, wo sie Tagungen für die Kirchenpresse organisierte und kirchliche Institutionen in Öffentlichkeitsarbeit schulte. 
Von 1981 bis zu ihrer Pensionierung 1997 verantwortete Brackert das Frauenprogramm im Hörfunk des Hessischen Rundfunks.
1985 hospitierte Brackert mit einem Stipendium des German Marshall Fund bei verschiedenen journalistischen Einrichtungen in den USA, unter anderem bei der Zeitschrift Working Woman Magazine in New York.

## Ehrenamtliche Aktivitäten
Brackert initiierte 1987 gemeinsam mit Inge von Bönninghausen (WDR), Sibylle Plogstedt, Christine Demmer (FAZ), Johanna Holzhauer (ARD), Sabine Zurmühl und weiteren Frauen die Gründung des Journalistinnenbundes, gehörte 1989 dem Gründungsvorstand an, blieb bis 1991 dessen Vorsitzende und ist inzwischen dessen Ehrenvorsitzende. Als jb-Mentorin begleitete sie ab 2001 mehrfach junge Kolleginnen beim Einstieg in ihr Berufsleben.
Daneben engagierte sie sich in der Evangelischen Kirche in Deutschland, war Mitglied der Landessynode und von 1998 bis 2008 auch der EKD-Synode. Sie war Mitglied der Leitungsgremien der Evangelischen Akademie ihrer Landeskirche (EKHN) und gehörte von 1998 bis 2014 zu den Autoren der landeskirchlichen Sendereihen Zuspruch am Morgen und Evangelische Morgenfeier im Hörfunkprogramm hr 2.
Darüber hinaus begleitete Gisela Brackert viele Jahre fördernd die Frauen- und Geschlechterforschung an der Frankfurter Universität.

## Privates
Gisela Brackert lebt in Frankfurt am Main. Sie hat eine Tochter und zwei Enkelkinder.

## Auszeichnungen
- 1997: Goethe-Plakette des Landes Hessen
- 1997: Hedwig-Dohm-Urkunde des Journalistinnenbundes
- 1998: Bundesverdienstkreuz am Bande[1]

## Schriften
- Gisela Brackert (Hg.): Kunst im Käfig: Thesen zum Thema Kunstausstellung. Kölling-Verlag, Frankfurt am Main 1970, DNB 457320532.
- Gisela Brackert, Marianne Pitzen, Lu Preiss, Birgit Rosenberg: R(h)einskulpturen: Sibylle Plogstedt - Lu Preiss. FrauenMuseum - Kunst - Kultur – Forschung, 2001.
- Gott ist eine Frau und sie wird älter: 88 Zusprüche. Helmer, Königstein/Taunus 2007, ISBN 978-3-89741-233-0.
- Himmelschlüssel suchen: Kleine Nachdenktexte. Helmer, Sulzbach/Taunus 2009, ISBN 978-3-89741-288-0.
- Con moto. Ein Rückblick auf die Anfänge. In: Beständig im Wandel. 30 Jahre Journalistinnenbund. Ulrike Helmer, Sulzbach am Taunus 2017, ISBN 978-3-89741-407-5.